# Hephaestus trimaculatus
Hephaestus trimaculatus är en fiskart som först beskrevs av Macleay, 1883.  Hephaestus trimaculatus ingår i släktet Hephaestus och familjen Terapontidae. IUCN kategoriserar arten globalt som otillräckligt studerad. Inga underarter finns listade i Catalogue of Life.